# Syntriandrum preussii
Syntriandrum preussii är en tvåhjärtbladig växtart som beskrevs av Adolf Engler. Syntriandrum preussii ingår i släktet Syntriandrum och familjen Menispermaceae. Inga underarter finns listade i Catalogue of Life.